# HLAR
HLAR (ang. high-level aminoglycoside resistance) - szczepy bakterii (enterokoków) opornych na wysokie stężenia aminoglikozydów (np. gentamycyny). Enterokoki wykazują naturalną oporność na cefalosporyny i niskie stężenie aminoglikozydów. Zakażenia enterokokami leczy się penicyliną w skojarzeniu z aminoglikozydem, jednak nie szczepy HLAR. Lekiem z wyboru jest wankomycyna.

Przeczytaj ostrzeżenie dotyczące informacji medycznych i pokrewnych zamieszczonych w Wikipedii.